# Saint-Pierre-de-Salerne
Saint-Pierre-de-Salerne település Franciaországban, Eure megyében. Lakosainak száma 231 fő (2022. január 1.).

## Népesség
A település népessége az elmúlt években az alábbi módon változott:
| Lakosok száma | 170  | 193  | 210  | 241  | 252  | 251  | 248  | 246  | 244  | 231  |
|               | 1968 | 1982 | 1990 | 2006 | 2013 | 2015 | 2017 | 2019 | 2020 | 2022 |